# Ricardo Tarno
Ricardo Tarno Blanco (Sevilla, 1966) es un político español, diputado por Sevilla desde 2008 en las legislaturas IX, X, XI y XII. Ha sido portavoz Adjunto del Grupo Parlamentario Popular en el Congreso de los Diputados, presidente de la delegación española en el Asamblea Parlamentaria de la OTAN. Por último presidió la Comisión Mixta del Tribunal de Cuentas y fue portavoz de Defensa.

## Biografía
Fue concejal del Ayuntamiento de Sevilla entre 1995, 1996, 2003 y 2005, y director general del Instituto de la Juventud INJUVE entre 1996 y 1998.
Entre 2000 y 2008 fue diputado del Parlamento de Andalucía y desde 2000 a 2007 presidente del Partido Popular de Sevilla. Entre 2007 y 2012 fue vicesecretario general del Partido Popular de Andalucía. Dirigió la campaña del PP andaluz en 2012, en las primeras elecciones autonómicas ganadas por el Partido Popular en Andalucía.
En 2011 fue candidato del Partido Popular en las elecciones municipales en Mairena del Aljarafe. Por primera vez el PSOE-A no fue el partido más votado y la candidatura del Partido Popular, encabezada por Ricardo Tarno, quedó en primer lugar, con el 40% de los votos.1 Por último fue alcalde de Mairena del Aljarafe desde 2011 a 2015.
En las de 2011 revalidó su escaño en el Congreso de los Diputados, siendo uno de los cinco diputados que el PP logró en la provincia de Sevilla.3